# SN 2000ar
SN 2000ar – supernowa odkryta 1 marca 2000 roku w galaktyce A141211-0029. W momencie odkrycia miała maksymalną jasność 20,30m.